# 秋田きよ美
秋田 きよ美（あきた きよみ、1991年〈平成3年〉12月8日 - ）は、1990年代から2000年代前半に活躍した日本の元子役である。東京都出身。血液型A型。セントラル子供劇団に所属していた。

## 略歴
1998年からNHK教育テレビの『ひとりでできるもん!』に水沢まい役として2年間レギュラー出演し、共演した平田実音の後輩にあたる2代目まいちゃんとして注目された。
2005年頃までは子供向けのCM・ドラマ・ファミリーコンサートまで幅広く活躍をしていたが、高校進学を境に活動がなくなり事実上芸能界を引退する。
その後、2010年ごろより一般人としてファッション関係のWebサイトにモデルとして登場し、大人に成長した近影を窺い知れるようになる。同年11月よりブログを開設し、日本女子大学に進学し被服系の勉強をしていることを明かしていた。しかし、このブログは2011年1月の更新を最後に閉鎖され、以降の活動は不明。

## 出演

### テレビ番組
- ひとりでできるもん!（1998年4月 - 2000年3月、NHK教育） - 水沢まい 役
- ひとりでできるもん! どきドキキッチン 第3回（2002年4月、NHK教育）
- 忍風戦隊ハリケンジャー 第12話（2002年5月、テレビ朝日） - 岡ユリコ 役
- 呪怨の館（2003年4月） - 主人公の少女時代 役
- デジタル遊々（2004年9月、YOUテレビ）

### 映画
- 恐怖学園（2001年9月） - 第1話・桜井響子 役

### CM
- テルモ えっちゃん4歳（1996年）
- サラヤ「やしの実洗剤」（1996年）[2]
- 熱さまシート（1997年）
- 日本医師会（1998年）
- キャベッジ・パッチ・キッズ（1998年）
- ハウス食品「バーモントカレー」（2001年）[3]
- タカラ コメットさん（2001年）[3]
- 講談社 なかよし（2004年）[3]
- 任天堂 ドンキーコング3（2005年）[3]
- アイシン「企業」
- シャープ「液晶ビューカム」
- マツダ「ファミリア」
- クレシア「ソフネス」
- ケンタッキーフライドチキン「ドラムキッズ」
- 東北電力「企業」
- 小林製薬「熱さまシート」
- アートネイチャー「企業」

### その他
- スチル（セシール 他）
- ファミリーコンサート（ALICE FAMILY21主催・各地、不定期）